# Anatolij Byšovec
Anatolij Fëdorovič Byšovec (in russo Анатолий Фёдорович Бышовец?; Kiev, 23 aprile 1946) è un ex calciatore e allenatore di calcio sovietico, dal 1991 russo, di ruolo attaccante.

## Carriera

### Da calciatore
Da calciatore ha militato nella Dinamo Kiev dal 1963 al 1973, giocando 139 gare e segnando 49 reti e vincendo 4 Scudetti sovietici (1966, 1967, 1968 e 1971) e 2 Coppe dell'URSS (1964 e 1966), mentre con la maglia della Nazionale di calcio dell'Unione Sovietica ha collezionato 39 partite e 15 reti tra il 1966 e il 1972, giocando la Fase Finale dei Mondiali 1970.
Calciatore promettente e tra i più talentuosi del suo periodo, era un giocatore di classe, ma incostante e negli anni della Dinamo Kiev nasce una rivalità con il compagno di squadra Valeri Lobanovski, rivalità che continuerà anche durante le rispettive carriere d'allenatori. Fermato continuamente dagli infortuni, la promettente carriera di Byšovec finisce a soli 27 anni a causa di un grave infortunio al ginocchio.

### Da allenatore
Da tecnico ha esordito nel 1982 sulla panchina della Nazionale sovietica giovanile e, successivamente, ha allenato la squadra olimpica sovietica alle Olimpiadi 1988, vincendo la medaglia d'oro, e la Dinamo Mosca dal 1988 al 1990.
Dopo Italia '90 è diventato CT della Nazionale A, vincendo le qualificazioni ad Euro '92 ma, dopo lo scioglimento dell'URSS (25 dicembre 1991), divenne selezionatore della Nazionale di calcio della Comunità degli Stati Indipendenti fino agli europei, conclusi con l'eliminazione al primo turno.
In seguito alla scomparsa dello stato sovietico decise di prendere la cittadinanza russa anziché quella ucraina (cosa che fecero anche alcuni calciatori) e dal 1994 al 1995 ha allenato la Nazionale di calcio della Corea del Sud e quella Olimpica ad Atlanta '96, mentre all'inizio del 1998 è stato selezionatore della Nazionale di calcio della Russia, dopo la mancata qualificazione a Campionato mondiale di calcio 1998.

## Palmarès

### Giocatore

#### Club

##### Competizioni nazionali
- Campionato sovietico: 4

Dinamo Kiev: 1966, 1967, 1968, 1971
- Coppe dell'Unione Sovietica: 2

Dinamo Kiev: 1964, 1965-1966

### Allenatore

#### Nazionale
- Oro olimpico: 1

URSS: 1988